# Château de Haltinne
Le château de Haltinne est un château situé en Wallonie à Haltinne dans la commune de Gesves en province de Namur (Belgique).

## Localisation
Le château se situe dans le Condroz namurois, au sein du village de Haltinne, le long de la route nationale 641.

## Historique
Le château a été érigé entre 1635 et 1647 pour Gérard de Groesbeek, futur prince-évêque de Liège  à partir d'une installation plus ancienne, la cense des Fossés,. Le château est ensuite la propriété de Gérard de Mérode, de Jean-Hubert de Tignée puis de Jacques-Remy de Goer qui acquiert le domaine en 1690 et transforme le château qui avait subi deux incendies en 1674 et en 1684. La famille de Goër de Herve possède le château jusqu’en 1814. Acquis en 1889 par Gustave Dumont, décédé le 28 avril 1891, le château a appartenu à sa descendance, à travers la famille Lamarche, jusqu'en 2019. Haltinne est aujourd'hui la propriété de Claude Froidbise, homme d'affaires belge et PDG de la société ABC.

## Description
Le château présente quatre façades entourées de douves et une cour intérieure. La façade principale compte 18 travées. Chaque angle est occupé par une tour carrée. Le château est une propriété privée et ne se visite pas.

## Classement
Le château et l'ensemble formé par cet édifice et les terrains environnants sont classés comme monument le 20 février 1982 et repris sur la liste du patrimoine exceptionnel de la Région wallonne depuis 2016.